# 피임
피임(한국 한자: 避妊, 영어: birth control)은 성교를 거쳐 임신이 되는 것을 일정한 수단을 사용하여 막는 행위이다.  피임법에는 여러가지가 있고 콘돔 사용이 가장 흔하다. 사후 피임약의 원리는 자궁벽을 탈락시킴으로써 수정란이 자궁벽에 착상하지 못하게 하는 것이다. 거의 모든 피임법에 피임 실패율이 있기 때문에 피임과 함께 논란이 많은 임신중단권 운동이 병행되었다.

## 물리적인 피임법
물리적인 피임법은 자연 피임이 아닌 강제적인 방법으로, 정자의 이동 차단, 호르몬을 통한 배란 리듬 변경, 화학 등을 활용하는 방법이다.

### 차단요법

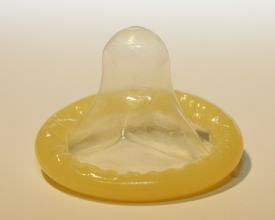
쓰기 전의 콘돔

차단을 통한 방법은 정자가 자궁에 도달하지 못하도록 막는 방법이다.
가장 흔한 차단법은 남성용 콘돔이다. 콘돔은 라텍스 또는 폴리우레탄으로 된 얇은 주머니로, 음경위에 끼운다. 폴리우레탄으로 만든 여성용 콘돔도 있다. 여성용 콘돔은 유연한 링을 양쪽 끝에 달아, 한쪽은 치골 뒤에에 고정시키며, 반대쪽 링은 질 바깥으로 나온다.

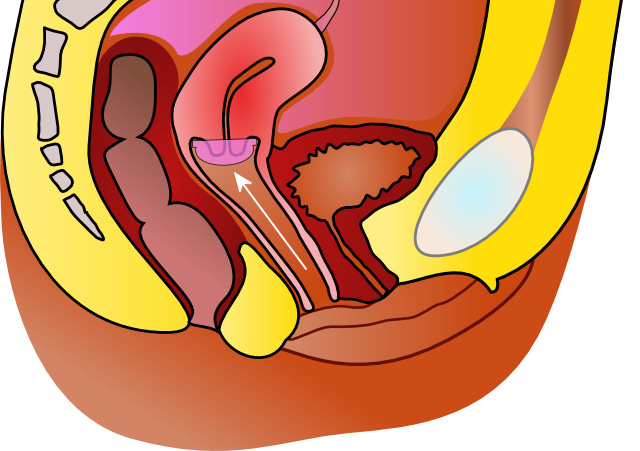
질격막(다이어프램)

경부 차단(cervical barriers) 또는 질 스폰지는 질 밖으로 나오지 않는 도구이다. 질 스폰지는 경부 속에서 탄력을 통해 모양을 유지한다. 경부 캡은 가장 작은 경부 차단 도구이다. 경부나 질 벽에 빨려들어가서 위치를 잡는다. 레아 방패(Lea's shield)는 조금 더 큰 경부 차단 장치이고, 역시 흡수를 통해서 위치를 유지한다.
질격막(영어: diaphragm 다이어프램)은 치골 뒷쪽에 유지하며, 모양을 안전하게 유지하면서도 탄력있는 링이며, 질벽을 누르며 모양을 갖춘다. 격막의 크기는 의사가 지정해 주어야 한다. 성관계를 갖기 수시간 전에 삽입하고, 관계 후 6시간 이내에 빼내야 한다.
SILCS 질격막은 새로 디자인된 방식의 질격막으로서, 임상 실험중이다.

### 호르몬 약과 주사
호르몬을 이용한 여러 피임 방법은 다음과 같다.
보통 에스트로겐과 프로게스틴(인공적인 프로게스테론)을 잘 섞어서 사용한다. 먹는 피임약(경구 피임약), 피임 반창고와 질 링("누바링(NuvaRing)") 등이 있다. 현재 한국과 미국에서 시판이 되고 있지는 않지만, 달마다 주사하는 루넬(Lunelle)도 있다.
먹는 피임약은 월경이 시작되는 첫날부터(또는 5일 이내부터), 하루 1정씩 가급적 일정한 시간에 21일간 복용한다. 21일 후에는 7일 동안 복용을 중단하며 쉰다. 이로써 한 번의 배란 주기가 끝나고 월경을 하게 된다. 복용 첫날부터 피임 효과가 있으나, 중단하면 피임 효과가 없어진다. 한편, 먹는 피임약은 유방암·자궁경부암 등 각종 암이나 질병을 유발할 가능성이 있다는 조사 결과가 있지만 이것은 한참 논란적이었다가 생산 중단된 1세대 피임약에 해당하는 부작용이고 최근에 시판되는 3세대 및 4세대 피임약은 부정출혈, 구토, 혈전발생등의 부작용이 있는 반면에 여드름, 생리통을 완화시키며 생리혈이 감소되는 장점도 존재하여 피부과 또는 산부인과에서 처방하기도 한다.
프로게스틴(인공적인 프로게스테론)만을 사용하는 방법도 있다. 프로게스틴만을 담은 알약(POP 또는 미니 알약(minipill))이나 주사하는
데포 프로베라(Depo Provera 3개월마다 근육주사하는 데포제), 그리고 노리스테라트 (아세트 노리틴드론, 8주마다 근육주사)와 피임 임플란트등이 있다. 프로게스틴만을 담은 약들은 정확한 때에 먹거나 주입하여야 한다. 피임 임플란트, 즉 6개의 캡슐로 된 노플란트(Norplant)는 미국에서 1999년 수거되었으며, 2006년부터 시판되는 임플라논(Implanon)은 미국에서 시판되었다. 프로게스틴만 들어있는 약들은 사용중 불규칙한 혈루를 일으킬 수 있다.

### 살정제
정자를 죽이는 약으로 질(살)정제라고도 하며, 알약으로 되어 있다. 성교를 하기 전 약 한알을 질 안에, 손가락으로 최대한 깊이 넣으면 녹아서 거품이 생긴다. 이 거품은 자궁 입구를 막는 효과와, 사정한 후 나오는 정자들을 죽이는 효과가 있다. 지속 시간이 30분 정도이며, 또 충분히 녹을 시간을 줘야 한다. 또 너무 얕게 넣지 않도록 해야 한다.

### 자궁 내 장치 (IUD)

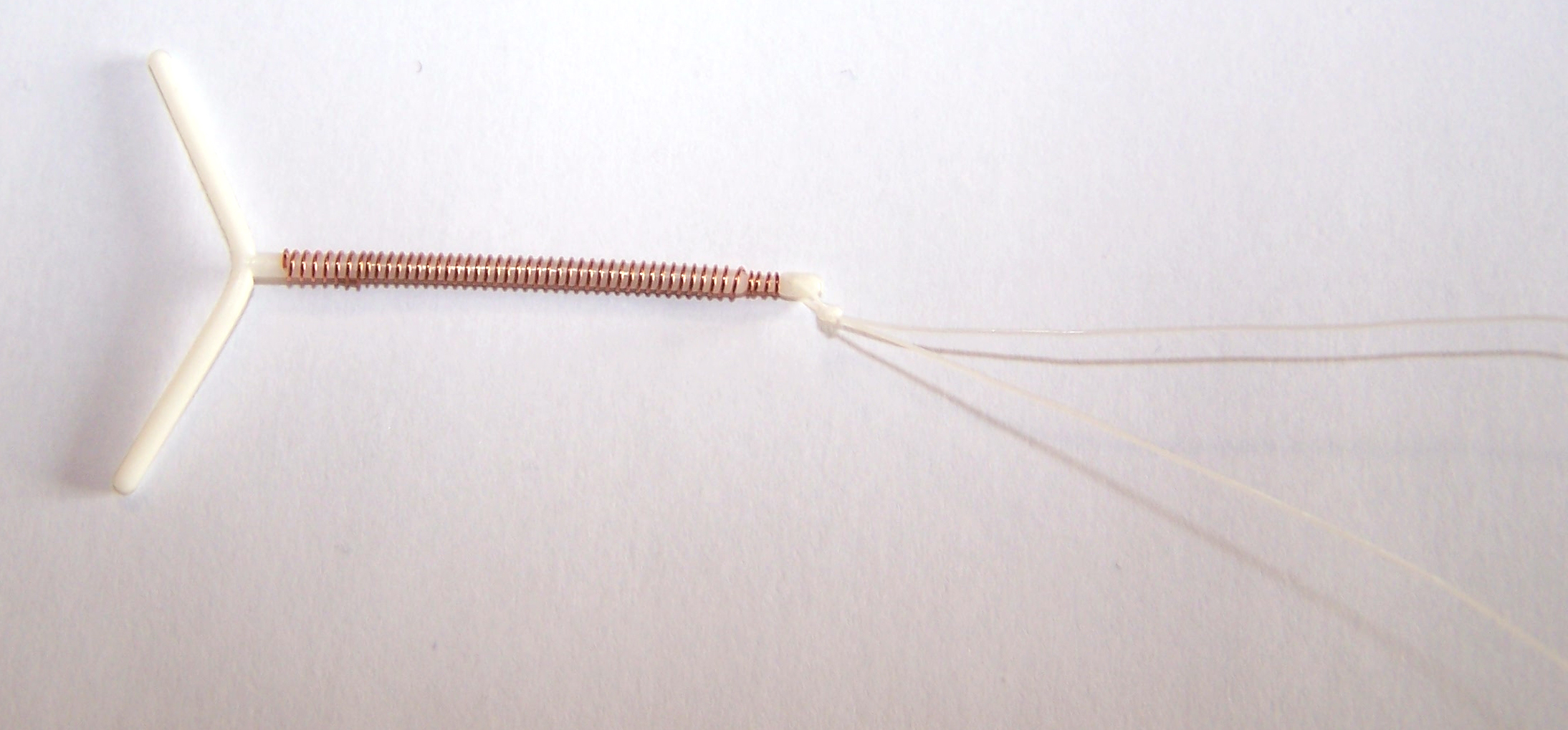
자궁내 장치. 자궁벽에 장치를 걸도록 되어 있고, 끈은 장치를 빼기 위해 달린 것으로 그 끝이 질로 나오도록 되어 있다.

자궁 내 장치(미국영어 IUD: intrauterine device 영국영어 IUCD: intra-uterine contraceptive device)는 한국에서는 흔히 루프(loop)라고 부르는 장치이다. 현재 가장 많이 사용되는 장치이다. 보통 T자 모양으로 생겨 양쪽 팔을 자궁벽에 걸치게 되어 있다. 플라스틱 또는 플라스틱과 구리의 합성된 장치이다. 구리는 정자를 죽이는 효과가 있으며, 플라스틱만으로 된 장치는 피임호르몬인 프로게스토겐을 내보낸다. 이 장치가 잘 자리잡으면 89%의 피임률을 보이지만, 여성이 느끼지 못한 상태에서 빠질 수도 있으며, 불규칙적인 하혈이나 하복부 통증을 유발할 수도 있다. 미국에서 허용되는 것은 한 가지 종류이며, 영국에서 쓰이는 것은 일곱 종류가 있다.

### 외과적 방법
정자와 난자의 이동 통로를 잘라내는 방법이 있으나, 영구적으로 잘라내어 재생할 수 없기 때문에 주의해야 한다.
남성에게 시술하는 정관 수술은, 고환에서 만든 정자가 이동하는 관인 수정관을 묶거나 잘라내어 정자가 이동하는 것을 막는 방법이다. 한번 잘라낸 정관은 정관복원수술로 다시 붙일 수 있으나 방법 선택에 주의해야 한다. 여성에게 시술하는 나팔관 수술은 난소에서 만든 난자가 이동하는 관인 나팔관을 잘라 묶는 수술이다. 한번 잘라낸 나팔관은 다시 복원할 수도 있다.

## 자연피임법
몸에 특별한 변화를 주지 않고 할 수 있는 피임법을 자연피임법이라고 한다. 행동을 통해 피임을 한다고 해서 행동피임법(behavioral methods)이라고도 부른다.

### 월경 주기 관찰
[[파일 방법으로 피임을 시도하는 커플이 첫 1년 사이에 피임에 실패하는 비율은 통상(typical usage) 24%, 최저(perfect usage) 0.5%-4%이고, 월경 기간에도 임신이 가능하므로 의학적으로 권장되는 피임법은 아니며 반드시 다른 피임법과 병행되어야 한다.
다음의 피임법들은 여성이 생리현상을 기준으로 배란기를

## 성공률
오늘날 쓰이는 피임 수단들은 다음과 같은 확실성이 있는 것으로 평가되고 있다.
| 피임 수단                                              | 확신율      |
| ------------------------------------------------------ | ----------- |
| 수술 및 약물요법                                       | 95% 이상    |
| IUD, 피임 반창고                                       | 약 90 - 95% |
| 콘돔*, 질격막, 질 스폰지                               | 약 85%      |
| 월경 주기법                                            | 약 80%      |
| 질 삽입 크림                                           | 약 75%      |
| 오른쪽 위의 별표 (*)는 남성쪽에서 할 수 있는 피임 수단 |             |

### 피임법효율
- 성교중단법(질외사정) 83%
- 자연법 80~98%
- 살정제만 사용 85%
- 살정 스폰지 75%
- 남성용 콘돔 85~98%
- 여성용 콘돔 85~98%
- 피임용 격막 + 살정제 85~98%
- 자궁 내 피임장치(링) 97~99%
- 복합제제 경구 피임약 99%
- 미니 필(미량 지속적 투여 경구 피임약) 96~99%
- 사후 피임약 96~99%
- 성교후 자궁 내 피임장치 99.9%
- 데포프로제스테론 주사 99%
- 불임수술 99.9%

## 잘못된 상식
- 성교 직후 질 세척이 피임에 도움이 된다는 말은 잘못된 말이다. 정액을 질에서 씻어낸다는 것이 그럴 듯하지만 사실은 별 효과가 없으며, 오히려 정액의 성질과 여성의 생식 기관의 구조 때문에 오히려 정자를 자궁으로 보내게 된다. 세척액이 약간 산성이면 정자에 영향을 미칠 수도 있지만, 과학적으로 효과가 입증된 바는 없다.
- 여성이 첫 번째로 성교할 때에는 임신이 되지 않는다는 말은 허황된 말이다.
- 생리가 시작된 후 2~3일 동안은 임신 가능성이 줄어들기는 하지만,[6] 생리기간 동안 임신이 되지 않는다는 말은 틀린 말이다.
- 더운 욕탕 안에서의 성교는 임신을 막지 않으며, 오히려 질 감염의 위험이 있다.
- 어떤 성교 체위는 임신에 더욱 효과적이지만, 임신을 막는 체위는 없다. 서서 하거나, 여성 상위로 해도 정자가 자궁 안으로 들어가는 것을 막을 수 없다. 사정이 어느 정도 세고, 정액에 포함된 프로스타글란딘에 의해 질이 수축하며, 정자가 중력을 극복하고 헤엄치기 때문이다.
- 성교 후의 소변은 피임과 관련이 없다. 단, 요도 감염을 예방하는 효과가 있기에 권장되기는 한다.[7]
- 치약은 임신을 막는 데 효과가 없다.[8]

## 윤리적 논란

### 찬성
피임에 대해 찬성하는 이들은 여성 스스로 임신여부를 결정할 수 있게 되었을 뿐만 아니라, 인구제한도 가능해졌다는 점을 들어 피임을 찬성한다.

### 반대
반대하는 주된 입장은, 정자나 난자가 수정이 된 뒤부터는 엄연한 인간 생명체라는 입장과, 성은 쾌락을 위한 것이 아닌 자녀 생산을 위한 것이라는 입장 때문이다.

### 종교적인 관점
종교마다 윤리적으로 다양한 입장을 보이며, 같은 종교 아래에도 여러 생각을 가진 이들이 있다. 기독교에서, 로마 가톨릭은 자연 가족 계획만을 허용하는 반면 개신교에서는 더 다양한 관점을 가지고 있다. 성공회에서는 피임에 대해 목소리를 내지는 않았으나, 혼배성사를 통해 맺어진 이성간의 성생활을 하느님이 주신 은총으로 해석한다. 또한 로마 가톨릭에서 권장하는 배란주기법도 일종의 자연 피임 방법일 뿐 피임이 아닌 것은 아닌 것으로 해석한다.
유대교에서, 정통파 유대교는 보다 완고하며, 개혁파 유대교는 보다 허용적이다. 이슬람에서는, 권장하지는 않지만, 건강을 해치지 않고 불임의 위험이 없는 한 허용하고 있다. 힌두교에는 자연, 인공 피임 모두 허용한다.

## 같이 보기
- 임신
- 월경 주기
- 경구 피임약
- 사후 피임약
- 자연 피임법
- 날짜 피임법
- 불임
- 불임수술